# Milk Inc.
Milk Inc., även Milk Incorporated, är en belgisk dancegrupp. Den grundades 1995 av tre belgiska musikproducenter, som alla redan vid grundandet var kommersiellt framgångsrika houseartister: Regi Penxten, Philip Vandueren och Ivo Donckers.
Milk Inc.:s första singel, La Vache, blev remixad av Praga Khan, som lade på sång av Nikki Van Lierop, känd som sångare i Lords of Acid. Remixen blev en stor hit, bland annat i Frankrike. Van Lierop fortsatte dock inte att sjunga med gruppen. Hennes plats fylldes först av Sofie Winters, som sjöng på andra singeln Free Your Mind. Till den tredje singeln, Inside of Me, togs Ann Vervoort in som sångare och frontfigur. Hon slutade den 15 september 2000 för att starta ett skivbolag med sin man, och Linda Mertens tog över rollen i Milk Inc.

## Medlemmar
- Linda Mertens – sång
- Regi Penxten – keyboard, produktion
- Filip Vandueren – keyboard, produktion

### Tidigare medlemmar
- Nikki Van Lierop
- Sofie Winters
- Ann Vervoort